# Glande odoriférante

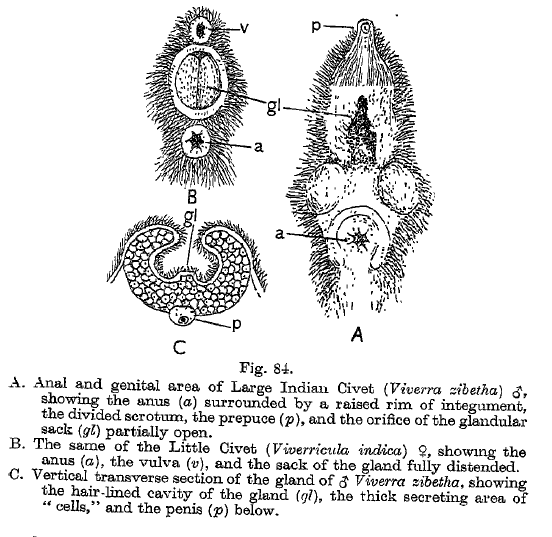
Glandes génitales et anales d'une grande civette indienne et d'une petite civette indienne.

Les glandes odoriférantes sont des glandes exocrines présentes chez la plupart des mammifères. Elles produisent des sécrétions semi-visqueuses qui contiennent des phéromones et d'autres composés sémiochimiques apportant des informations concernant le statut, le marquage territorial, l'humeur et le comportement sexuel. L'odeur peut être subliminale : non détectable consciemment,. Bien que ce ne soit pas leur fonction principale, les glandes salivaires peuvent tenir, chez certains animaux, le rôle des glandes odoriférantes.